# Relação entre Nintendo e jogos criados por fãs

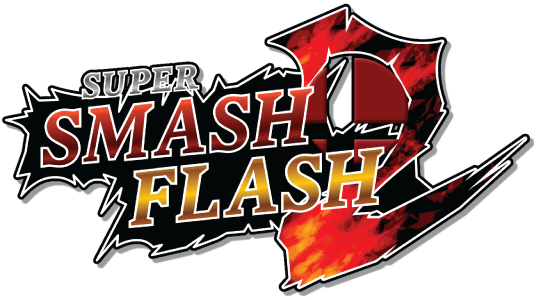
A série de jogos criados por fãs ¨Super Smash Flash¨, é um exemplo de produção baseado na franquia de jogos da Nintendo ¨Super Smash Bros¨

A postura da produtora Nintendo com jogos ou modificações criadas por fãs tem sido historicamente hostil, principalmente devido ao uso da suas propriedades intelectuais sobre uso comercial ou não de suas marcas. Os jogos criados pelos seus próprios fãs foram alvo de diversas remoções e processos judiciais diante a lei DMCA.
Devido Nintendo ser uma das maiores produtoras de jogos do mundo, consequentemente, tendo muitos fãs dispostos a criarem jogos utilizando suas marcas, essas medidas de aplicação de direitos autorais para jogos feitos por jogadores tem se mostrado controversa, tanto com os fãs da companhia quanto para os críticos da mesma. Os críticos argumentam que, apesar da aplicação de direitos autorais serem legais, argumentam que a Nintendo deveria definir diretrizes e políticas menos restritivas para conteúdos oficializados por fãs, de forma maneira semelhante a outras editoras, como Riot Games, Bethesda e até mesmo sua antiga rival Sega, a fim de promover a liberdade de expressão e boa vontade dos fãs. Desde que o ex-presidente da Nintendo, Satoru Iwata, manifestou interesse em adotar diretrizes restritivas em 2010, a Nintendo manteve desde então uma postura linha-dura, removendo qualquer coisa remotamente popular que pudesse infringir os direitos autorais da Nintendo.
Apesar da Nintendo afirmar que estão protegendo seus direitos autorais, seu histórico de remoções judiciais a jogos gratuitos, projetos de código aberto ou sem fins lucrativos considerados como ¨legalmente desnecessários¨.

## História
Por volta do ano de 2016, a Nintendo emitiu inúmeros pedidos de remoções para centenas jogos criados por fãs disponíveis no site da Game Jolt, bem como em outras plataformas, com jogos afetados  pelas medidas sendo um remake não oficial de Metroid II, AM2R. AM2R, assim como outro jogo criado por fã, Pokémon Uranium, haviam sido indicados ao The Game Awards daquele mesmo ano, e foram posteriormente removidos do evento. Mais tarde, ainda em 2016, outro jogo do Pokemon, o  Pokémon Prism também havia sido encerrado.
Fora esses, outros pedidos de remoção chamaram atenção da mídia, como do jogo No Mario´s Sky, inspirado no jogo No Man´s Sky com personagens da franquia de jogos Super Mario, que foi removido sobre os direitos autorais da DMCA, porém, diferentemente de outros casos envolvendo jogos criados por fãs removidos pela companhia, o jogo retornou para plataformas digitais sem utilizar de propriedades da Nintendo e com outro nome, sob o nome DMCA´s Sky, satirizando a lei utilizada para remoção do jogo original.

Em 2020, uma sequência idealizada por fãs de Mother 3 apelidada de Mother 4 estava em desenvolvimento, porém, evitarem problemas legais e, consequentemente, o cancelamento do jogo, seus idealizadores removeram todas as referências relacionadas a franquia da Nintendo e o projeto foi rebatizado como Oddity.
No ano seguinte, em 2021, um jogo de fã considerado "ambicioso" chamado Metroid Prime 2D, baseado na popular franquia de jogos Metroid estava sendo desenvolvido por mais de 15 anos, e imaginava um demake do Metroid Prime, o jogo foi retirado do ar pela Nintendo em agosto de 2021, apenas quatro meses após o lançamento de uma demo jogável.
Em março de 2024, o ex-advogado da The Pokémon Company Don McGowan, participou de uma entrevista sobre seu tempo de trabalho na Bungie e na empresa. McGowan comentou sobre a abordagem da empresa sobre a prática de cessar e desistir para projeto criados por fãs, e afirmou que houve muitas discussões relacionadas ao jogo Palworld, lançado em 2024, devido à sua semelhança com a franquia popular de jogos Pokémon .

## Opiniões da crítica especializada
A relação considerada hostil sobre as ações tomadas pela Nintendo em resposta a produções e uso de suas marcas protegidas pro fãs tem causados muitas opiniões contrarias com passar dos anos, sobretudo, da mídia especializada em videogames.
Em 2016, o jornalista Sean Buckley, do blog Engadget, comentou sobre a derrubada de mais de 500 jogos produzidos por fãs por parte da Nintendo. Buckley observou que, mesmo a empresa tendo "o seu direito de colocar um fim nesses projetos de fãs", descreveu as  remoções de "sempre uma chatice" chamando os jogos removidos de "trabalhos de fãs apaixonados" e descreveu o cancelado AM2R como um jogo "feito com amor".
Kyle Orland, do jornal Ars Technica, também comentou sobre o assunto, dizendo que embora as cartas de cessar e desistir não fossem novidade na indústria de jogos, a postura da Nintendo é bem mais "ampla" e "linha dura" que as outras.
Jon Partridge, da Red Bull, disse que, embora a maioria dos jogos removidos pela Nintendo "não fizessem falta", vários dos jogos eram, no entanto, "incríveis", como os já citados Pokémon Uranium e AM2R .
Em 2017, Owen S. Good, da Polygon, afirmou que a prática de fãs criarem e compartilharem jogos produzidos por eles mesmos contribuem uma "parte significativa da cultura dos jogos" que não poderia ser negada ou encerrada pelos produtoras, apesar das tentativas da Nintendo ainda fazer o tais ações. Utilizando do exemplo do jogo ¨Breath of the NES¨, um demake 2D feito por fãs de The Legend of Zelda: Breath of the Wild, ele destacou que qualquer criador que faça jogos de fãs baseados em franquias da Nintendo deverá ser encerrado, forçando os criadores a remover qualquer Nintendo referências. Embora muitos fãs também adotado uma posição que os jogos de fãs não deveriam até serem lançados, usando métodos de distribuição ¨debaixo dos panos¨, essa prática seria completamente insustentável para grande parte dos criadores desse tipo de produção, pois não receberiam nenhum tipo de avaliação ou motivação de outros usuários para continuar o desenvolvimento dos projetos. Stephen McArthur, o conhecido como “advogado de videogame” (¨the video game lawyer"), foi entrevistado para o artigo da Polygon onde observou que a maioria das grandes editoras possui-a regras para conteúdos criados por fãs que incorporavam suas propriedades intelectuais. Ele afirmou que, embora as produtoras pudessem ter o direito de encerrar qualquer projeto envolvendo suas franquias por qualquer motivo legal, as proibições sobre obras de fãs seriam em suas palavras "legalmente desnecessárias e também uma péssima política de negócios e marketing". Ele também observa que as repetidas remoções dessas produções por parte da Nintendo nunca sustiveram um efeito proativo, pois não impediam a criação de mais outros trabalhos de fãs, ao mesmo tempo que essas remoções causavam indignação em grande parte dos fãs da marca. Os desenvolvedores simplesmente aceitam que serão pegos e continuam fazendo o jogo de qualquer maneira.
Em 2019, Luke Plunkett do Kotaku disse que as remoções por direitos autorais da Nintendo eram tão "previsíveis e trágicas" que se tornaram um meme da Internet, afirmando que a Nintendo estria tão desproporcionalmente focada na remoção de jogos criados por fãs, que a mesma esqueceria de fã artes, músicas criadas pelos jogadores e até mesmo suas próprias produções. Os advogados da Nintendo têm um "trabalho a fazer" e que não devem ser culpados, e que a empresa não estava conseguindo distinguir entre "pessoas que estão tentando roubar suas ideias" e "homenagens ao seu legado". Ele ainda descreveu a resposta da Nintendo na época como "quase algorítmica" e "implacável" ao "encerrar até mesmo os projetos mais inócuos".
Ele também destacou o antigo ¨Programa de Criadores" que a companhia tinha para criadores de conteúdo do YouTube como um exemplo a ser seguido no mundo dos fãs, e disse que, mesmo fora dos departamentos jurídicos da Nintendo, muitos na Nintendo, como os funcionários da Game Freak, gostavam de ver esses projetos. Ele também observou que Installation 01, um jogo de fã de Halo, havia chegado a um acordo com a Microsoft para continuar o desenvolvimento, dizendo que cenários assim poderiam ser possíveis com jogos de fãs da Nintendo.